# تلمبه آقامحمد
تلمبه آقامحمد، مزرعه‌ای با سکنهٔ دائمی از توابع بخش قطرویه شهرستان نی‌ریز در استان فارس ایران است. این مزرعه دارای برق شبکهٔ سراسری، آب و سیستم تصفیهٔ آب است. جادهٔ این آبادی خاکی است.

## جمعیت
این آبادی در دهستان ریزآب قرار دارد و بر اساس سرشماری مرکز آمار ایران در سال ۱۳۸۵، جمعیت آن ۵۹ نفر (۱۲ خانوار) بوده‌است. برپایهٔ سرشماری سال ۱۳۹۰ جمعیت تلمبه آقامحمد به ۲۴ نفر (۴ خانوار) کاهش یافت.